# Javier Olaizola
Javier Olaizola Rodríguez (n. San Sebastián, 28 de noviembre de 1969) es un exfutbolista y entrenador de fútbol español que dirigió al Arenas Club Getxo perteneciente al Grupo 2 de la Segunda RFEF.
Es el tercer jugador con más partidos  oficiales disputados en la historia del  Real Club Deportivo Mallorca (noviembre 2022).

## Carrera como jugador
Jugador de enorme casta y entrega, debutó como profesional en la SD Eibar, aunque también jugó en el Real Burgos. Posteriormente llegó a convertirse en capitán en el RCD Mallorca, equipo en el que estuvo 9 temporadas, y con el cual logró ascender de Segunda División a Primera, para después asentar el proyecto mallorquín en la máxima categoría, ganando incluso dos títulos. Colgó las botas en 2004. Es hermano de Julio Olaizola, defensa de la mítica Real Sociedad de principios de la década de los 80, campeona de liga dos veces.

## Carrera como entrenador
Como entrenador, comenzó entrenando al cadete del RCD Mallorca en 2013.
En mayo de 2014 fue requerido para hacerse cargo del primer equipo en los tres últimos partidos de la temporada 2013-14, logrando la permanencia. Posteriormente, pasó a dirigir al RCD Mallorca "B".
En diciembre de 2016, vuelve al banquillo del primer equipo del RCD Mallorca, al que entrenó durante 4 meses.
Posteriormente, se hizo cargo del Atlético Levante. Con el despido de Juan Ramón López Muñiz, Paco López pasó a entrenar al primer equipo y Olaizola fue contratado para entrenar al filial del equipo granota, con el cual consiguió el ascenso a la división de bronce del fútbol español en la temporada 2017/18, pero a pesar de dicho éxito es sustituido en su puesto por Luis García Tevenet.
Durante dos temporadas dirigiría al Arenas Club de la Segunda División B. En sendas temporadas consigue mantener al equipo vasco en Segunda División B. En su primer año en Getxo, el COVID-19 aseguró la permanencia del equipo en Segunda B, en un curso en el que estaba luchando por no descender.
El 1 de junio de 2021, firma como entrenador del CD Tudelano de la Primera División RFEF.
El 14 de octubre de 2021, es destituido como técnico del CD Tudelano, tras haber dirigido al club navarro en Primera RFEF en siete partidos y haber sumado solo un punto de 21 posibles.
El 9 de junio de 2022, regresa al Arenas Club de la Segunda División RFEF.

## Clubes

### Como jugador
| Club         | País   | Año       | Partidos | Goles |
| ------------ | ------ | --------- | -------- | ----- |
| SD Eibar     | España | 1991-1992 | 38       | 0     |
| Real Burgos  | España | 1992-1994 | 48       | 0     |
| SD Eibar     | España | 1994-1995 | 36       | 0     |
| RCD Mallorca | España | 1995-2004 | 272      | 1     |

### Como entrenador
| Club                  | País   | Año             | P  | PG | PE | PP | % v.  |
| --------------------- | ------ | --------------- | -- | -- | -- | -- | ----- |
| RCD Mallorca (cadete) | España | 2013-2014       |    |    |    |    |       |
| RCD Mallorca          | España | 2014            | 3  | 1  | 2  | 0  | 33.33 |
| RCD Mallorca "B"      | España | 2014-2016       | 95 | 40 | 28 | 27 | 42.11 |
| RCD Mallorca          | España | 2016-2017       | 14 | 2  | 6  | 6  | 14.29 |
| Atlético Levante      | España | 2018            |    |    |    |    |       |
| Arenas Club           | España | 2019-2021       |    |    |    |    |       |
| CD Tudelano           | España | 2021            | 7  | 0  | 1  | 6  |       |
| Arenas Club           | España | 2022-Actualidad |    |    |    |    |       |

## Palmarés

### Como jugador

#### Torneos nacionales
| Título              | Club              | País   | Año     |
| ------------------- | ----------------- | ------ | ------- |
| Supercopa de España | R. C. D. Mallorca | España | 1998    |
| Copa del Rey        | R. C. D. Mallorca | España | 2002-03 |

##### Otros logros
- Ascenso a Primera División con el RCD Mallorca en el año 1997.
- 1 subcampeonato de la Recopa de Europa en el año 1999 con el RCD Mallorca